# Francisco Colorado
Francisco Jarley Colorado Hernández (* 13. Mai 1980, San Rafael, Antioquia) ist ein kolumbianischer Radrennfahrer.

## Karriere
Francisco Colorado gewann 2002 eine Etappe beim Doble Copacabana Grand Prix Fides und konnte so auch die Gesamtwertung für sich entscheiden. In der Saison 2006 war er einmal bei der Vuelta a Costa Rica erfolgreich. Ein Jahr später gewann er jeweils eine Etappe bei der Vuelta al Táchira, bei der Vuelta a Venezuela, bei der Vuelta a Antioquia und bei der Vuelta a Costa Rica. 2015 gewann er die Gesamtwertung der Vuelta Mexico und die Bergwertung der Tour of Qinghai Lake.

## Erfolge
2002
- Gesamtwertung und eine Etappe Doble Copacabana Grand Prix Fides

2006
- eine Etappe Vuelta a Costa Rica

2007
- eine Etappe Vuelta al Táchira
- eine Etappe Vuelta a Venezuela
- eine Etappe Vuelta a Costa Rica

2009
- Mannschaftszeitfahren Vuelta a Colombia

2014
- eine Etappe Vuelta a Guatemala

2015
- Gesamtwertung Vuelta Mexico
- Bergwertung Tour of Qinghai Lake

## Teams
- 2010 UNE-EPM
- 2011 EPM-UNE
- 2012 EPM-UNE
- 2015 Ningxia Sports Lottery-Focus Cycling team
- 2016 RTS-Monton Racing